# Duško Gojković
Dušan "Duško" Gojković, mais conhecido como Dusko Goykovich (Jajce, 14 de outubro de 1931 – 5 de abril de 2023) foi um trompetista, músico de jazz, arranjador e maestro sérvio.

## Biografia
Gojković nasceu em 14 de outubro de 1931,  em Jajce (ex-Iugoslávia, agora na Bósnia-Herzegovina).  Ele estudou na Academia de Música de Belgrado de 1948 a 1953.  Ele tocou trompete em bandas dixieland e se juntou à big band da Radio Belgrade quando tinha dezoito anos. Ele se mudou para a Alemanha Ocidental e gravou pela primeira vez como membro do Frankfurt Allstars em 1956. Ele passou os quatro anos seguintes como membro da orquestra de Kurt Edelhagen . 
Nestes anos, Gojković jogou com Chet Baker, Stan Getz, e Oscar Pettiford . Em 1958, apresentou-se no Newport Jazz Festival e chamou a atenção dos dois lados do Oceano Atlântico.  Em 1961, Gojkovic recebeu uma bolsa de estudos para frequentar o Berklee College of Music, onde estudou com Herb Pomeroy .
Em 1966, Gojković gravou em Colônia seu álbum Swinging Macedonia, produzido por Eckart Rahn. O álbum continha composições originais inspiradas na música dos Bálcãs. Nos anos seguintes, apresentou-se com Miles Davis, Dizzy Gillespie, Gerry Mulligan, Sonny Rollins, Duke Jordan, e Slide Hampton . Ele trabalhou com a Kenny Clarke/Francy Boland Big Band de 1968–1973. 
Em 1986, Gojković formou outra orquestra. Seus próximos álbuns foram Soul Connection (1994), Bebop City, Balkan Blue (1997), In My Dreams (2001), Samba do Mar (2003) e Samba Tzigane (2006). Em 2004, ele se apresentou no 200º aniversário do estado sérvio. Para a ocasião, ele se apresentou com uma big band de estrelas. Dois anos depois, Gojković comemorou seu 75º aniversário com um grande concerto em Belgrado, capital da República da Sérvia.
O Concerto de Brandenburgo – Dusko Goykovich com cordas veio em 2013, apresentando Gojković se apresentando ao vivo no Teatro Brandenburger da Alemanha, apoiado pela Orquestra de Brandenburgo . No mesmo ano, e gravado e intitulado para Duško Gojković & Big Band RTS apresentando Martin Gjakonovski, Latin Haze, foi lançado pela PGP RTS na Sérvia em 2014, enquanto um ano depois foi lançado na Alemanha pela Enja com capa diferente e com uma faixa ausente.

## Morte
Gojković morreu no dia 5 de abril de 2023, aos 91 anos de idade.

## Discografia
- 1966: Belgrade Blues
- 1966: Swinging Macedonia
- 1966: Take Me in Your Arms
- 1970: As Simple As It Is
- 1971: It's About Blues Time
- 1971: Ten To Two Blues
- 1971: After Hours
- 1974: Slavic Mood
- 1975: East of Montenegro (lançado em 2001)
- 1977: Wunderhorn
- 1979: Trumpets & Rhythm Unit
- 1983: Blues in the Gutter
- 1983: A Day in Holland (Nilva Records)
- 1983: Snap Shot
- 1987: Celebration
- 1992: Balkan Blue
- 1994: Soul Connection
- 1995: Bebop City
- 1996: Balkan Connection
- 2001: Portrait
- 2001: In My Dreams
- 2003: Samba Do Mar
- 2005: A Handful o' Soul
- 2006: Samba Tzigane
- 2009: Summit Octet: 5ive Horns & Rhythm
- 2011: Tight But Loose
- 2013: The Brandenburg Concert